# Milan Blagojevic
Milan Blagojevic (ur. 24 grudnia 1969 w Sydney) – australijski piłkarz pochodzenia serbskiego występujący na pozycji obrońcy. Trener piłkarski.

## Kariera klubowa
Blagojevic seniorską karierę rozpoczął w 1987 roku w zespole Bonnyrigg White Eagles. W 1988 roku trafił do drużyny APIA Leichhardt Tigers z National Soccer League. Po 3 latach odszedł do innego zespołu tej ligi, Marconi Stallions. Spędził w nim rok. Potem wyjechał do Europy.
W 1993 roku Blagojevic podpisał kontrakt z belgijskim Germinalem Ekeren z Eerste klasse. Przez rok w jego barwach zagrał 13 razy. W 1994 roku odszedł do holenderskiego SC Heerenveen. Przez rok wystąpił tam w 1 meczu Eredivisie. W 1995 roku wrócił do Australii, gdzie został graczem drużyny Heidelberg United z NSL. Występował w niej przez rok.
W 1996 roku przeszedł do Sydney Olympic, także z NSL. Po dwóch latach został graczem mistrza Malezji, Johor FA. Jednak jeszcze w 1998 roku wrócił do Sydney Olympic. Następnie grał w innych zespołach NSL, Parramacie Power oraz Newcastle UFC. W barwach tego drugiego zadebiutował 5 października 2001 roku w wygranym 1:0 spotkaniu z Melbourne Knights. W 2004 roku zakończył karierę.

## Kariera reprezentacyjna
W reprezentacji Australii Blagojevic zadebiutował 14 czerwca 1991 roku w zremisowanym 0:0 towarzyskim meczu z Koreą Południową. W 1992 roku wziął udział w Letnich Igrzyskach Olimpijskich, zakończonych przez Australię na 4. miejscu. W 1996 roku wygrał z Australią Puchar Narodów Oceanii, a w 2002 roku zajął z nią 2. miejsce w tym turnieju.
W latach 1991–2002 w drużynie narodowej Blagojevic rozegrał 19 spotkań.